# Sittuyin
Sittuyin, também conhecido por xadrez birmanês, é uma variante do xadrez. Acredita-se que seja um derivado direto do Chaturanga. Sit é uma palavra birmanesa para exército, a palavra Sittuyin pode ser traduzida por representação do exército. O jogo tem sido enormemente ofuscado, em sua região de origem, pelo xadrez internacional, embora ele permaneça sendo popular nas regiões noroestes.

## Regras
No início da partida apenas os peões estão presentes no tabuleiro. 
- O jogo começa com os jogadores colocando suas peças alternadamente na sua metade do tabuleiro.

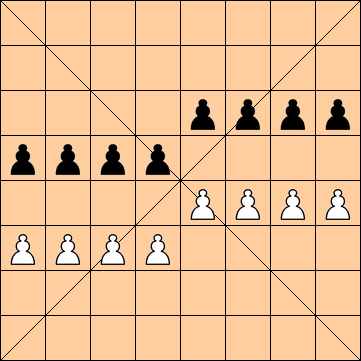
Sittuyin, posição inicial

- Este é um exemplo clássico de iníco de partida.

As peças movem-se do mesmo modo como no xadrez com exceção do bispo e da rainha:
- O bispo (chamado de Elefante neste jogo) move-se uma casa em qualquer direção na diagonal ou uma casa para frente (como o general de prata no Shogi);
- A rainha (chamada de General) move-se uma casa em qualquer direção na diagonal (como Fers no Xatranje).

Os peões se convertem em generais quando eles alcançam as linhas diagonais marcadas no tabuleiro. A promoção só é possível se o próprio general tiver sido capturado. Se o jogador tem um peão na casa de promoção e seu general já não está no tabuleiro, o jogador pode — caso deseje — convertê-lo em general em vez de fazer um movimento. Um peão que passe da casa de promoção não poderá mais ser promovido.

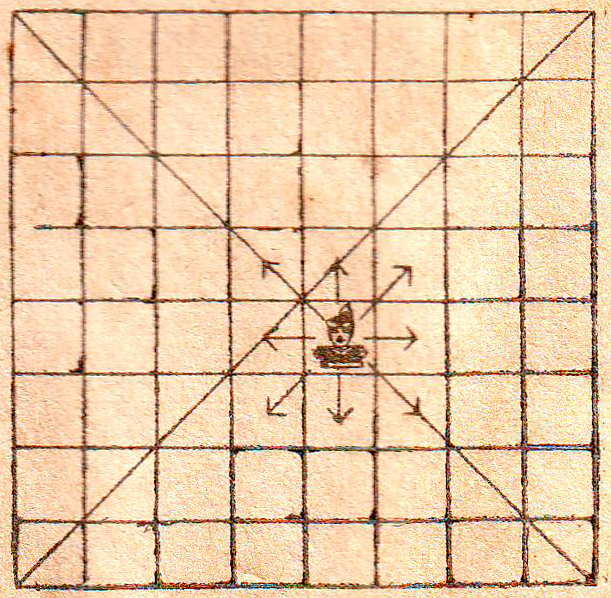
Movimento do Mín-gyi (rei).
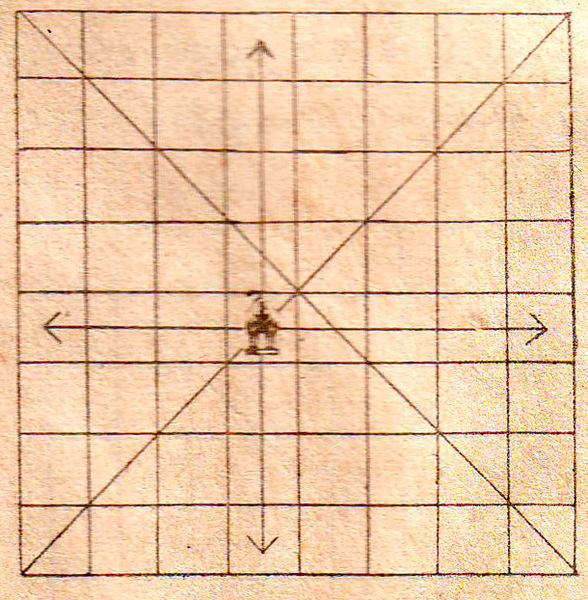
Movimento do yahhta (torre).
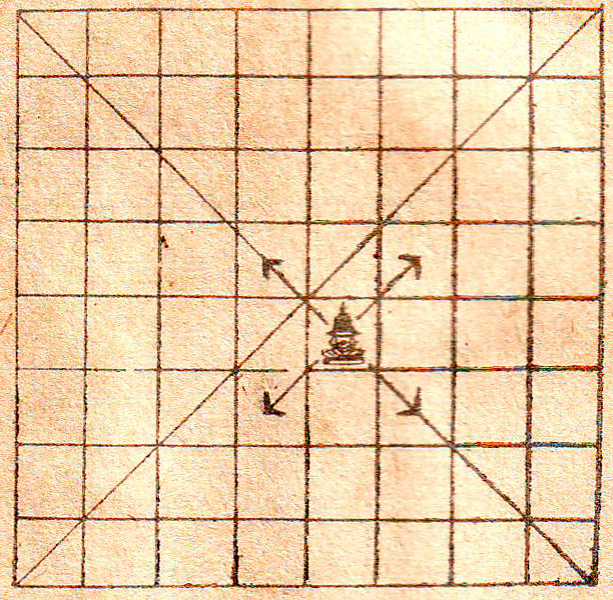
Movimento do sit-kè (rainha).
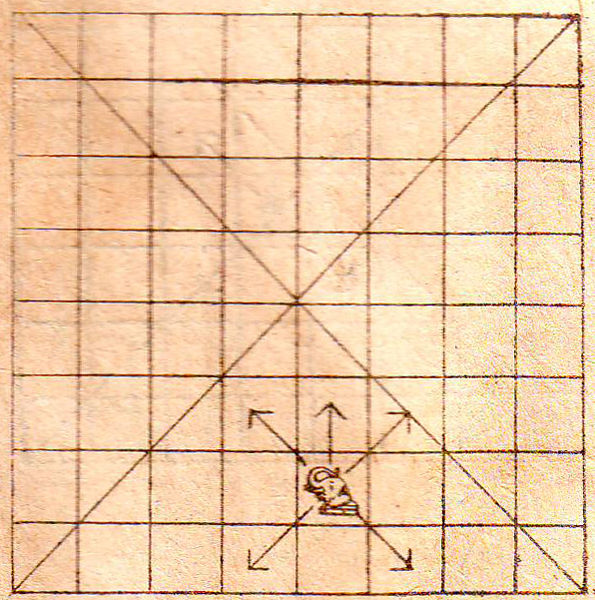
Movimento do sin (elefante).
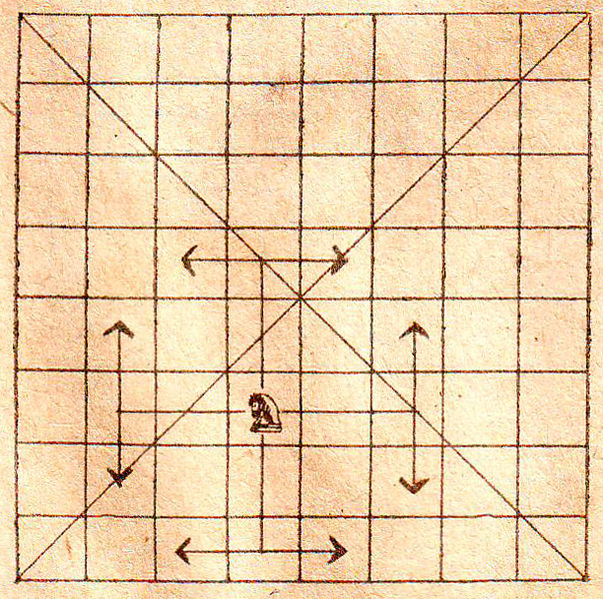
Movimento do myin (cavalo).
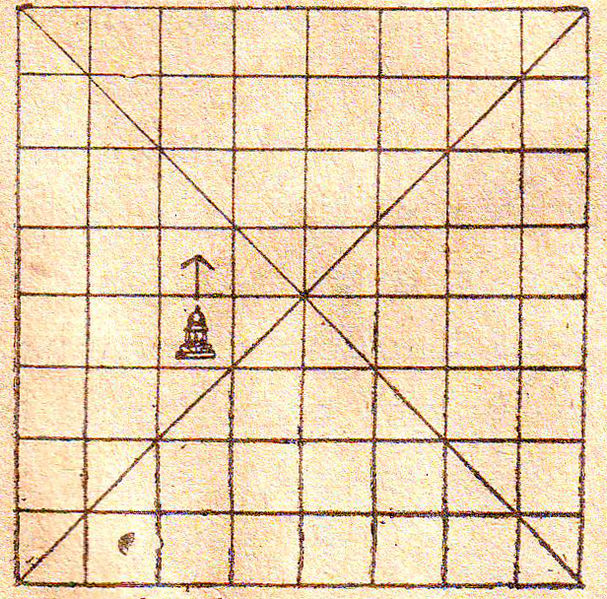
Movimento do nè (Peão).

O objetivo do jogo é dar o xeque-mate no rei oponente. Não é permitido deixar o rei oponente sem possibilidade de movimentar-se, sem estar em estado de cheque.
A variante de xadrez jogada na Tailândia, chamada makruk, possui os mesmo movimentos, mas as posições iniciais dos peões são diferentes (ficam na terceira linha). E nesta versão, todas as peças já iniciam o jogo no tabuleiro. A promoção dos peões se dá na quinta linha.

## Referência
- H.J.R. Murray (1913). A História do Xadrez. ISBN 0-936317-01-9.